# Carl W. Hansson
Carl W. Hansson, född 1879 Vadensjö socken i Skåne, död 29 april 1929 i Karlstad, var en svensk arkitekt.
Efter studier vid bland annat Tekniska skolan i Stockholm erhöll han anställning hos Ferdinand Boberg och sysslade där huvudsakligen med trädgårdsarkitektur. Bland annat deltog han i ordnandet av trädgårdsanläggningarna vid Oakhill och Valdemarsudde på Djurgården.
Sedan 1916 var han bosatt i Karlstad. Han utförde ett flertal trädgårdsanläggningar och kyrkor i Värmland. Han gjorde också ritningar till flera byggnader i Karlstad, företrädesvis villor.

## Byggnader i urval
(i Karlstad om inget annat anges)
- Mimer 14, Långgatan 2, 1919
- Sälgen 4, Algatan 4, 1920
- Sälgen 3, Algatan 6, 1920
- Sälgen 2, Algatan 8, 1920
- Sälgen 2, Algatan 10, 1920
- Alen 11, Algatan 3, 1920
- Alen 12, Videgatan 2, 1920
- Alen 1, Videgatan 1, 1920
- Alen 2, Videgatan 2, 1920
- Alen 3, Videgatan 5, 1920
- Alen 4, Videgatan 5, 1920
- Löjtnanten 9, Regementsgatan 4, 1922
- Vännen ?, Kamrersgatan 5, 1922 (rivet)
- Borret 1, John Ericssonsgatan 38, 1922
- Borret 3, John Ericssonsgatan 42, 1922
- Borret 5, John Ericssonsgatan 46, 1922
- Laxen 10, Drottninggatan 50, 1923
- Kärven 11, Parkgatan 1, 1923
- Höder 4, Herrhagsgatan 34, 1927
- Laxen 2, Älvbrinken 4, 192

## Bilder

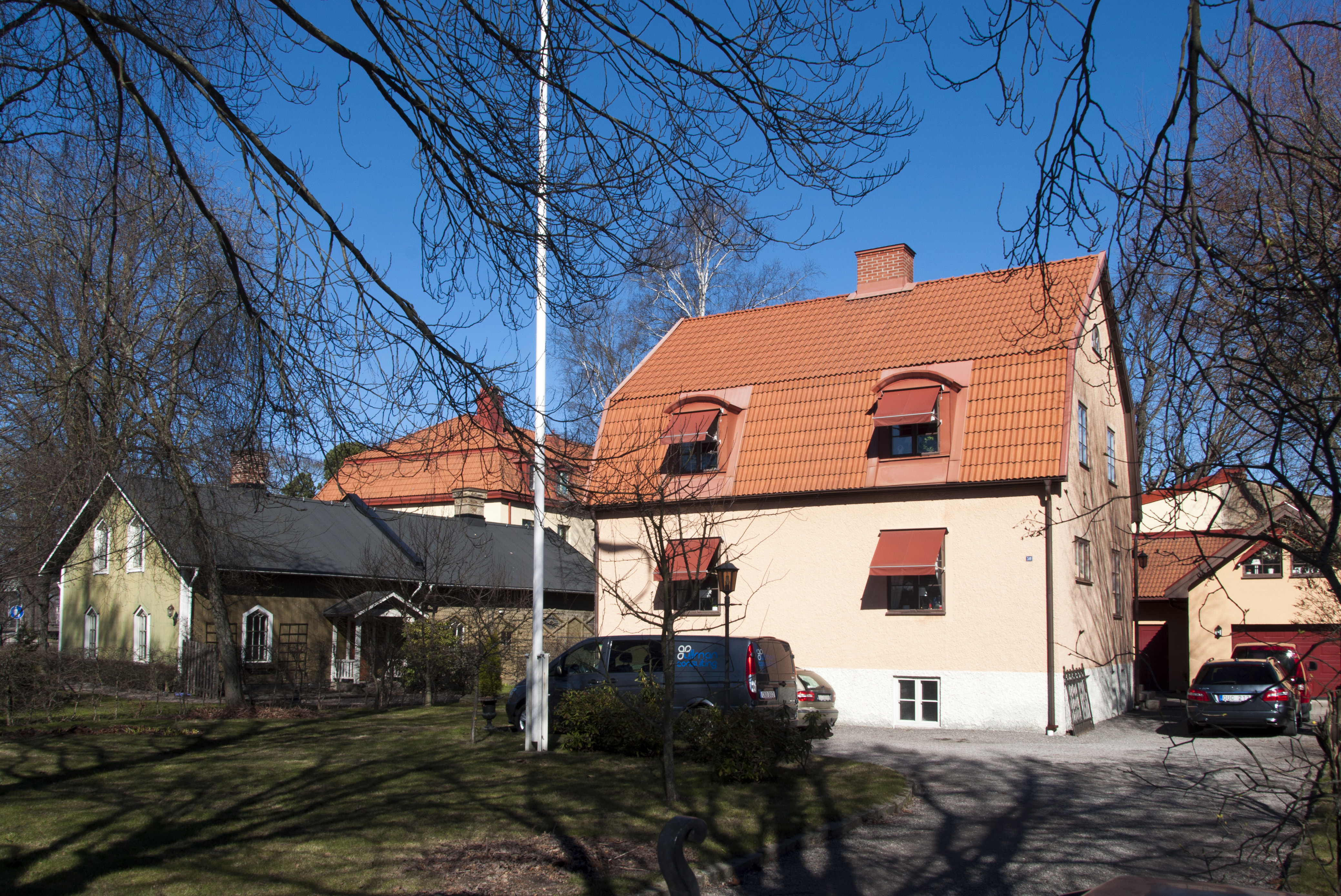
Laxen 10
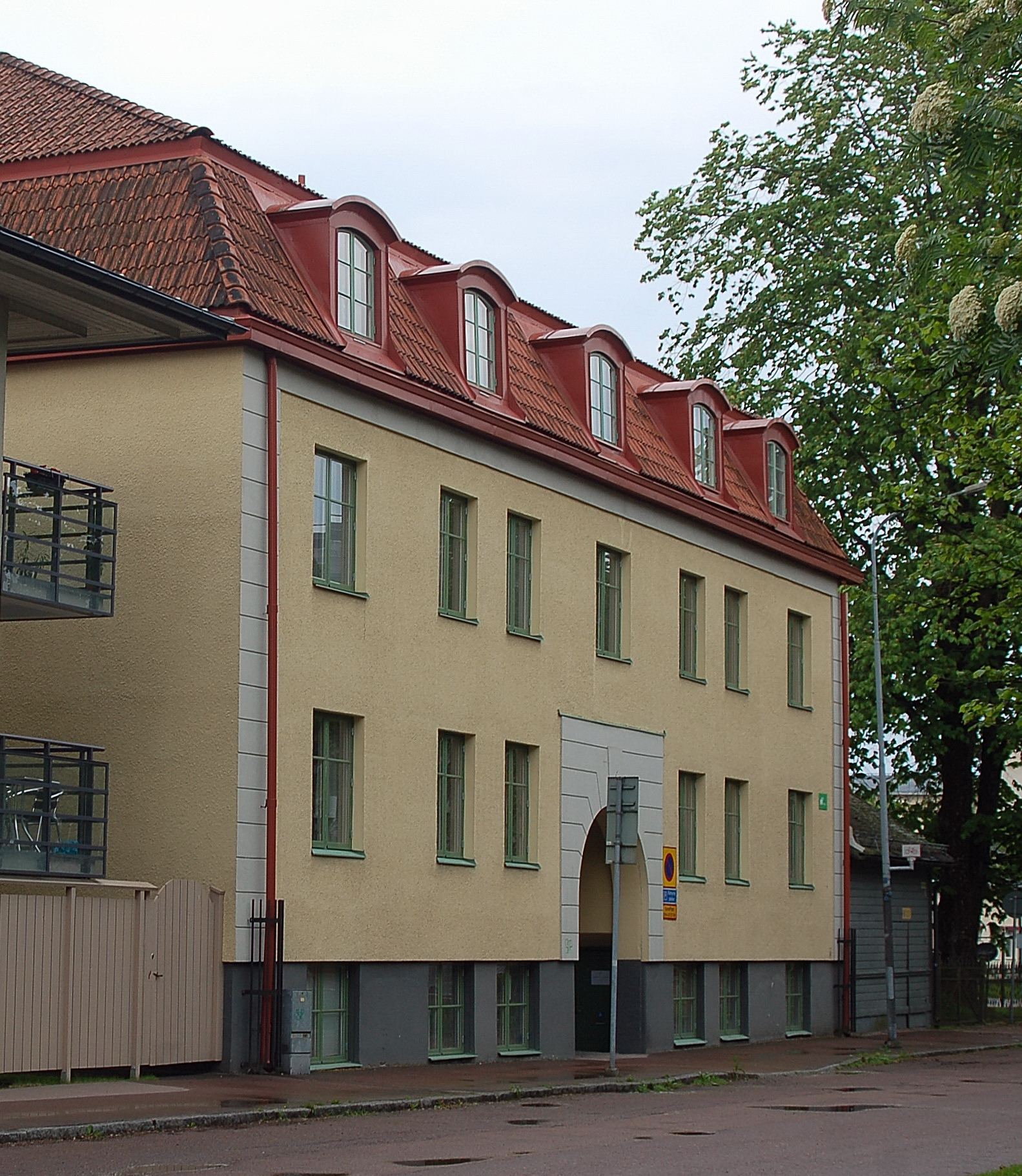
Laxen 2
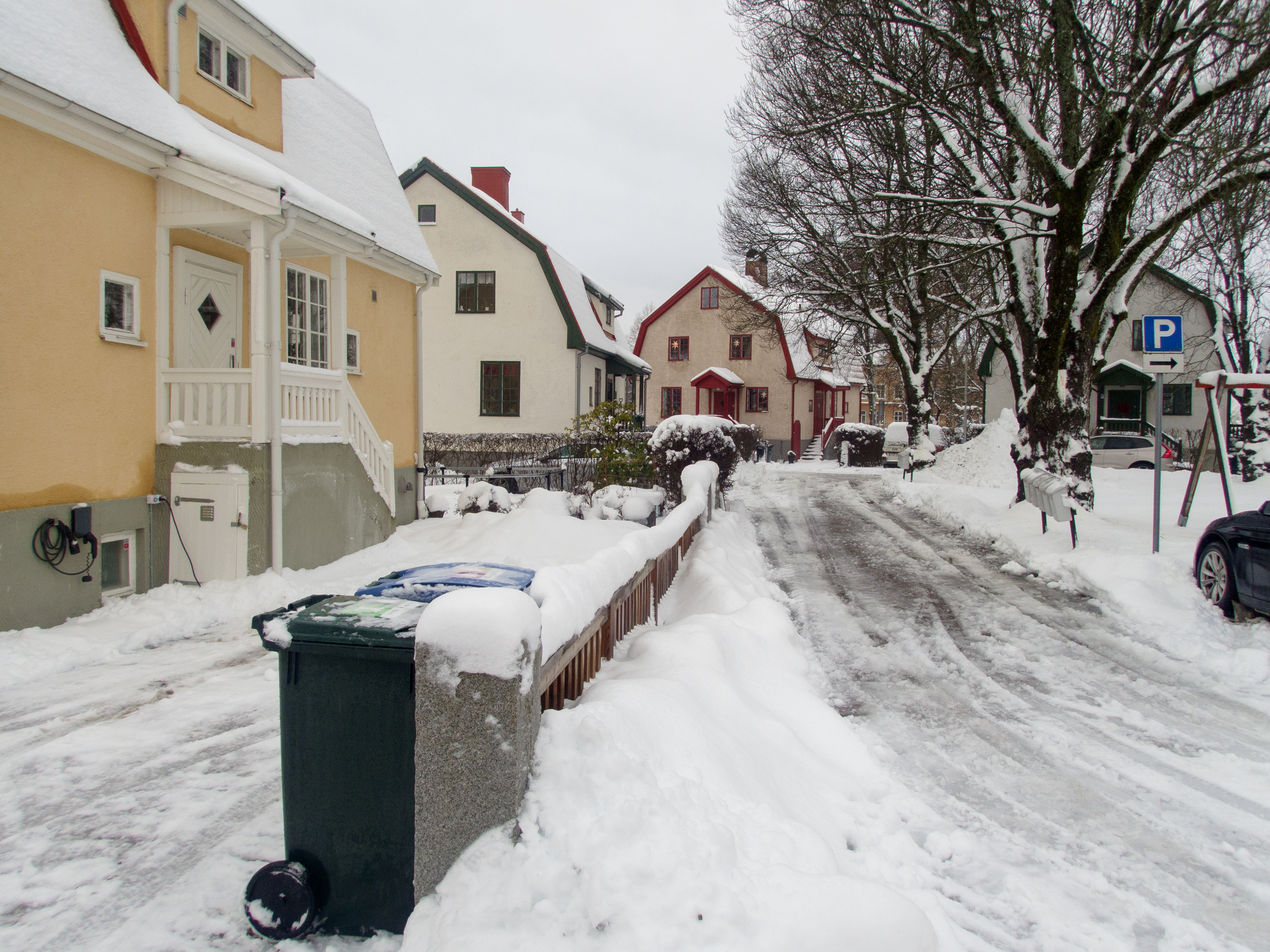
Kvarteret Alen
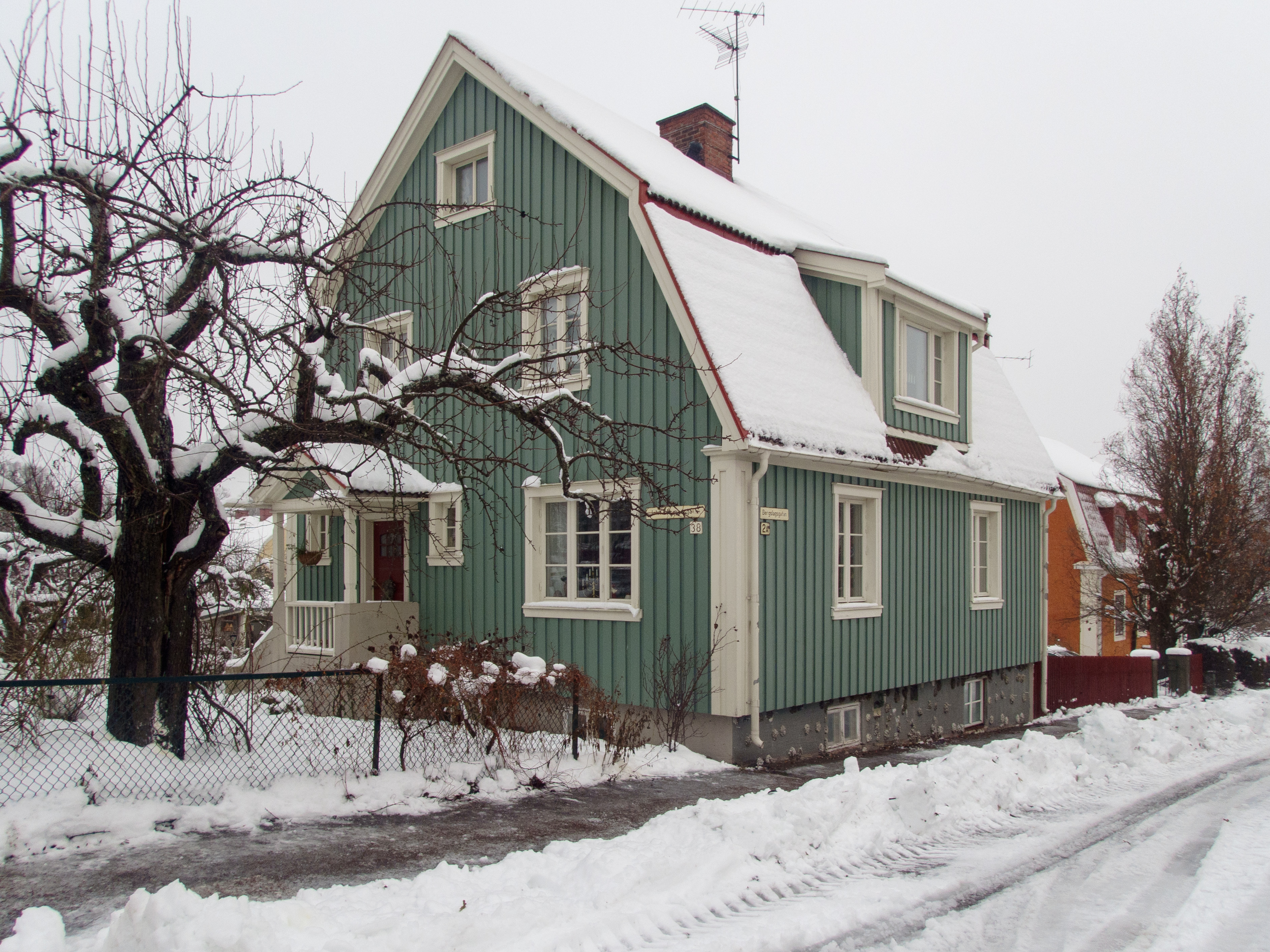
Borret 1